# Guaxa
La Guaxa es un personaje mítico asturiano, descrito como una anciana vampiro que en las noches penetra por las cerraduras o las rendijas de las puertas para clavar su único diente y succionar la sangre de sus víctimas, quienes paulatinamente languidecen y enferman con el transcurso del tiempo.
De día se esconde agazapada en cuevas o en los troncos huecos de los árboles. Generalmente es invisible, pero si se deja ver su aspecto es el de una anciana delgada y encorvada con ojos como el búho y una gran boca de la que sobresale el diente con que ataca a sus víctimas.
La tradición señala que el remedio contra la Guaxa es el uso de amuletos como la higa o cigüa, o mano negra de azabache, amuleto muy usado desde la antigüedad en Asturias, o la piedra de San Pedro o quiastolita, así como rituales como dar a la víctima un preparado a base de alicornio u otro que se elabora dejando al sereno durante nueve noches seguidas una medida de agua en la que se ha puesto a macerar trozos de astas de ciervo y alguna porción de plata.
El mito fue descrito por primera vez en la literatura por Rogelio Jove y Bravo, y otros autores niegan su existencia, alegando que el personaje es una concepción moderna y variación de una bruja. La Guaxa comparte la mayoría de sus rasgos con la Guajona cántabra.